# Phorocardius alterlineatus
Phorocardius alterlineatus (лат.) — вид жуков-щелкунов из подсемейства Cardiophorinae (Elateridae).

## Распространение
Юго-Восточная Азия: Китай.

## Описание
Длина тела около 1 см; покровы тёмно-коричневые (неметаллические), на каждом надкрылье по три отдельных жёлтых полосы вдоль III, V и VII промежутков. Переднегрудь: прококсальные полости открыты. Простернальный отросток не сильно сужен сзади к вентральной вершине при виде снизу, с усеченной или слегка закругленной вершиной. Птероторакс: щитик с заостренной задней вершиной. Коготок лапок с вентральной вершиной не меньше дорсальной. Гениталии самца: парамер без предвершинного латерального расширения или апикального мезального каллуса. Самка: вершина последнего вентрита брюшка (V вентрита) простая, не выемчатая на вершине. 
Переднеспинка с боковым килем, не доходящим до переднего края, скрытым при виде сверху выступающим краем дорсальной части переднеспинки (= субмаргинальная линия); прококсальные полости открытые.